# Streda nad Bodrogom
Streda nad Bodrogom (in ungherese Bodrogszerdahely) è un comune della Slovacchia facente parte del distretto di Trebišov, nella regione di Košice.